# Національна премія України імені Тараса Шевченка — лауреати 2007 року
Національні премії України імені Тараса Шевченка в галузі літератури, журналістики, мистецтва і архітектури 2007 року були присуджені Указом Президента України від 5 березня 2007 р. № 181 за поданням Комітету по Національних преміях України імені Т. Г. Шевченка. Розмір Національної премії України імені Тараса Шевченка склав сто тисяч гривень кожна.

## Список лауреатів
| Галузь                           | Лауреат                                                                          | Обґрунтування                                                                    |
| -------------------------------- | -------------------------------------------------------------------------------- | -------------------------------------------------------------------------------- |
| Література                       | Лапський Євстахій Васильович — громадянин Республіки Польща, поет                | за книги віршів «Себе: розшукую?!», «Обабіч: істини?!».                          |
| Література                       | Федюк Тарас Олексійович — поет                                                   | за книгу віршів «Обличчя пустелі».                                               |
| Література                       | Турконяк Раймонд Павлович — громадянин Сполучених Штатів Америки, богослов       | за переклад Острозької Біблії сучасною українською мовою                         |
| Образотворче мистецтво           | Чебикін Андрій Володимирович — художник                                          | за цикли художніх робіт «Кримські мотиви», «Жіночі образи», «Зів'яле листя».     |
| Образотворче мистецтво           | Плаксій Борис Іванович — художник                                                | за цикли живописних робіт «Агонія зла», «Творці незалежності».                   |
| Образотворче мистецтво           | Остафійчук Іван Васильович — художник                                            | за цикли художніх робіт «Моя Україна», «Подорож до Батурина», «Бойківська сага». |
| Концертно-виконавська діяльність | Гобдич Микола Миколайович — художній керівник академічного камерного хору «Київ» | за мистецьку програму «Тисяча років української духовної музики».                |
| Теорія та історія мистецтва      | Стус Дмитро Васильович — літературознавець                                       | за книгу «Василь Стус: життя як творчість».                                      |
| Тетатральне мистецтво            | Мельник Михайло Васильович — режисер, актор                                      | за виставу «Гріх» Дніпропетровського Українського театру одного актора «Крик».   |